# Boughton Lees
Boughton Lees est un village du Kent, en Angleterre.